# Млин Венгеровського

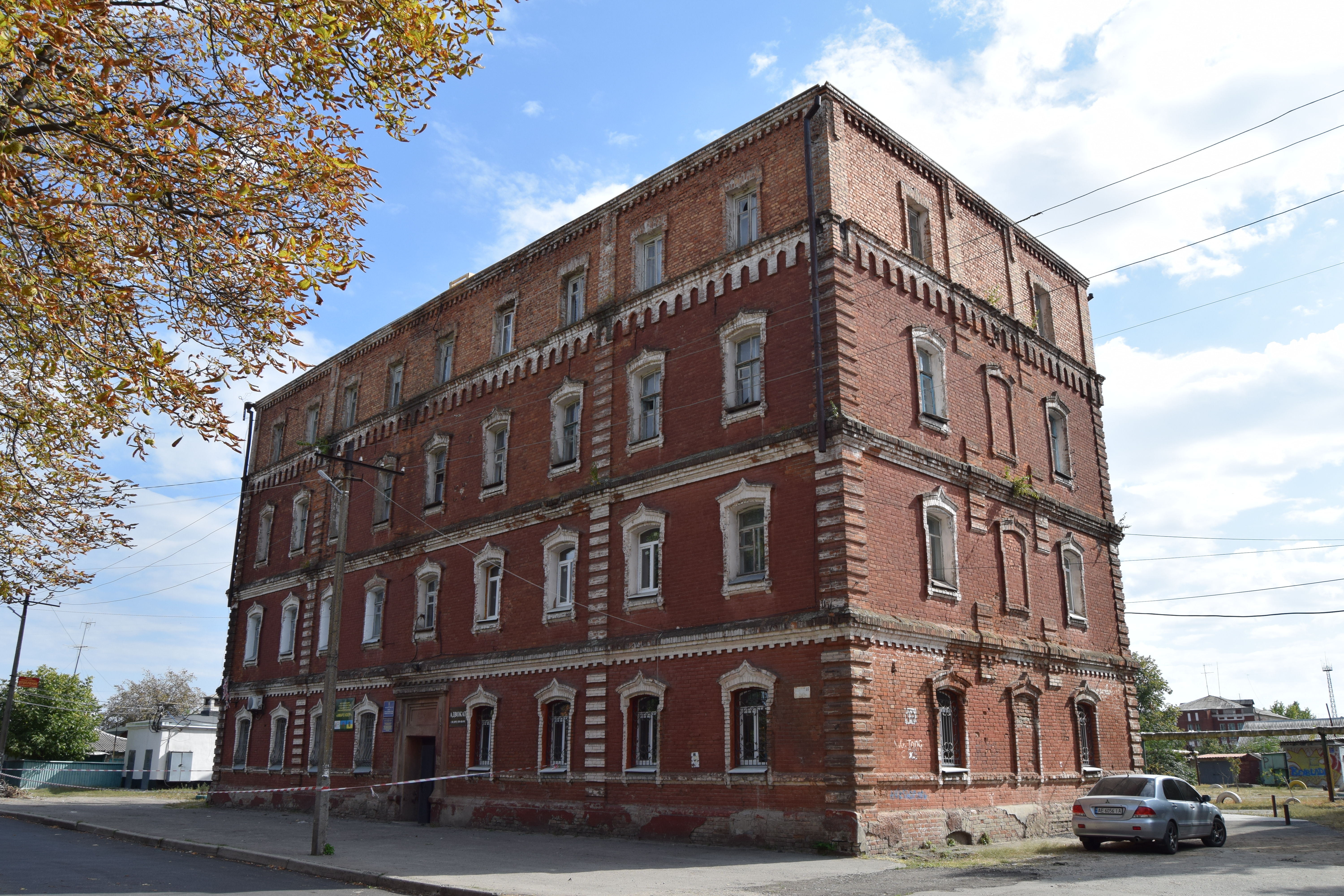
Млин Венгеровського

Млин Венгеровського — пам'ятка промислової архітектури м. Павлограда Дніпропетровської області, що датується кінцем 19 століття. 

## Історія та опис
У Павлограді була зосереджена торгівля борошном і зерном. У кінці дев'ятнадцятого століття будувались промислові підприємства фабрично-заводського типу – парові млини. У 1900 році на п'яти парових млинах працювало 192 робітників. Млин Венгеровського названий за іменем власника, представника єврейської громади міста - підприємця Венгеровського, якому крім парового млина належала ситце набивна фабрика.  
Знаходиться у Павлограді по вулиці Ганни Світличної (колишня Радянська), 52  Колишній млин мав 4 розряд і  виробничу потужність 625 тисяч пудів готової продукції на рік. Млин переробляв місцеву пшеницю, в результаті отримували борошно екстракласу. 

## Сучасність
Паровий млин Венгеровського наразі представлений адміністративною будівлею та житловим будинком. Млин Венгеровського, у якому зараз  знаходяться декілька організацій, включаючи ромський громадський центр Амаро Кхер, є привабливим туристичним місцем. 